# Jalia Dewani
Jalia Dewani (o Jalia Devani) fou un petit estat tributari protegit del districte de Halar, al Kathiawar, província de Gujarat, presidència de Bombai, format per 10 pobles i un únic tributari. Els ingressos s'estimaven en 1300 lliures i se'n pagaven 118 al Gaikwar de Baroda i 37 al nawab de Junagarh. La superfície era de 93 km² i la població de 2-688 habitants (1921). La dinastia governant era dels jadeja i els seus thakurs eren considerats sobirans de cinquena classe.
L'estat va sorgir com a segregació del principat del Dhrol, sent fundat per Ravaji, fill de Bamanioji, descendent (segona generació) d'Hardholji, al que fou concedit en feu el 1612, constituït per 12 pobles. El nom Dewani o Devani deriva de Devaji, el cinque thakur. La successió es regia per primogenitura. Es va fusionar a Saurashtra el 1948.

## Llista de thakurs
- 1. Thakur Saheb RAVAJI BAMANIOJI 1612-?
- 2. Thakur Saheb DUNGERJI RAVAJI
- 3. Thakur Saheb KAYAJI DUNGERJI I
- 4. Thakur Saheb RANMALJI KAYAJI I
- 5. Thakur Saheb DEVAJI RANMALJI
- 6. Thakur Saheb KAYAJI DEVAJI II
- 7. Thakur Saheb RANMALJI KAYAJI II
- 8. Thakur Saheb MODJI RANMALJI
- 9. Thakur Saheb JASAJI MODJI
- 10. Thakur Saheb KAYAJI JASAJI III
- 11. Thakur Saheb HALAJI KAYAJI ?-1868
- 12. Thakur Saheb MANSINHJI HALAJI, 31 de desembre de 1868- ?
- 13. Thakur Saheb SURSINHJI MANSINHJI
- 14. Thakur Saheb BHOJRAJJI SURSINHJI ?-1919
- 15. Thakur Saheb MOHABATSINHJI BHOJRAJJI, 26 d'octubre de 1919-?
- 16. Thakur Saheb JAYENDRASINHJI MOHABATSINHJI